# Parque provincial marino de la Isla Jedediah

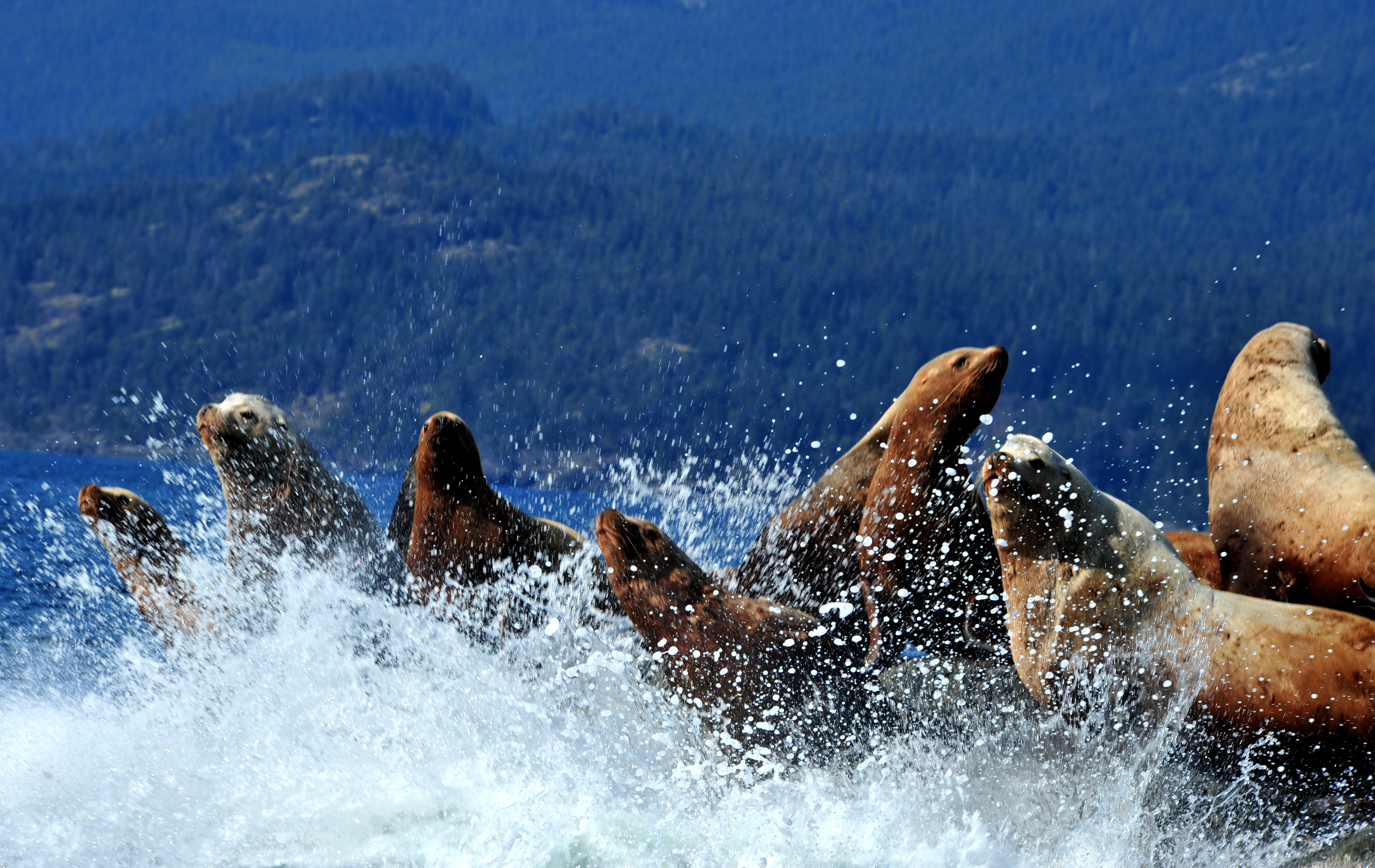
Leones marinos de Steller amontonados en una roca en el parque provincial marino de la Isla Jedediah

El parque provincial marino [de la] Isla Jedediah (en inglés: Jedediah Island Marine Provincial Park) es un parque provincial en la Columbia Británica, Canadá. Es una isla de 243 hectáreas de tamaño. Cualquiera puede acampar en la isla de Jedediah, pero solo se puede acceder a ella en barco. El acceso más cercano es desde la isla de Lasqueti. 

## Los Palmers
Los Palmer compraron la isla en 1949 para ir de vacaciones en verano. Luego, en 1972, se mudaron a la isla y se convirtieron en residentes a tiempo completo. Vivieron allí durante veinte años. Mary Palmer no quería que la isla se desarrollase después de que ella falleciese, así que la familia luchó mucho para intentar preservarla. En 1994, un pequeño grupo de residentes de la isla de Lasqueti se preocupó por la posibilidad de que los Palmer tuvieran que vender la propiedad a personas privadas, después de que fracasara el compromiso de una organización de fideicomiso de tierras. Así que organizaron una campaña para salvar la isla. En menos de seis meses, se recaudaron más de cuatro millones de dólares. Una importante donación provino de la familia de Dan Culver, educador canadiense, pionero del rafting en aguas bravas, marinero y alpinista. Las donaciones llegaron de toda la provincia a medida que la campaña fue ganando fuerza. Finalmente, el ministro de medio ambiente de la provincia de Columbia Británica también colaboró y se alcanzó y superó el objetivo. Pero incluso en el último momento, el trato fue incierto hasta que Mary Palmer consiguió que el servicio de parques de la provincia accediera al estatus de Clase A para la isla, lo que significaba que no podía ser talada o utilizada para la minería. Con ese compromiso firmó para que la isla se convirtiese en parque provincial en las Islas del Golfo y pudiese ser disfrutada por los visitantes. 

## El pie
En el verano de 2007, una familia que visitaba la isla de Jedediah encontró los restos de un pie humano en la playa en la que estaban. Fue el primero de una serie de pies que se descubrieron en los siguientes dos años y medio. 